# Richard Hawley
Richard Hawley (ur. 17 stycznia 1967 w Sheffield) – brytyjski wokalista, kompozytor, autor tekstów piosenek i producent.

## Życiorys
Po rozpadzie jego pierwszego zespołu Treebound Story (który powstał jeszcze w czasie jego szkolnych lat) był członkiem britpopowego zespołu Longpigs w latach 90. XX wieku. Później współtworzył zespół Pulp prowadzony przez jego przyjaciela Jarvisa Cockera.
Współpracował z Nancy Sinatrą w trakcie trasy koncertowej w 2005 roku.
Hawley wystąpił w 2007 roku w brytyjskim horrorze Flick w reżyserii D. Howarda.
Jego kariera solowa rozpoczęła się po staraniach J. Cockera i S. Mackeya, którzy namówili go, by nagrał swoją pierwszą studyjną płytę.
Przedostatnia, piąta studyjna płyta pojawiła się w 2007, a jej tytuł pochodzi od nazwy najstarszego mostu nad rzeką Don, który położony jest w centrum Sheffield.
Ostatnia płyta artysty z 2009 r. zatytułowana jest Truelove's Gutter i zawiera 8 premierowych utworów utrzymanych w spokojnej i nastrojowej atmosferze.
Piosenka z płyty Lady's Bridge, "Tonight the Streets Are Ours", została wykorzystana w filmie "
Wyjście przez sklep z pamiątkami
".

## Dyskografia

### Albumy studyjne
- Richard Hawley (2001)
- Late Night Final (2002)
- Lowedges (2003)
- Coles Cornes (2005)
- Lady’s Bridge (2007)
- Truelove’s Gutter (2009)
- Standing at the Sky’s Edge (2012)

### Single
z płyty Richard Hawley
- "Coming Home" (2001)

z płyty Late Night Final
- "Baby, You're My Light" (2002)

z płyty Lowedges
- "Run For Me" (2003)

z płyty Coles Corner
- "The Ocean" (2005)
- "Coles Corner" (2005)
- "Just Like the Rain" (2006)
- "Born Under A Bad Sign" (2006)
- "Coles Corner" (ponowne wydanie) (2006)
- "Hotel Room" (2006)

z płyty Lady's Bridge
- "Tonight the Streets Are Ours" (2007)
- "Serious" (2007)
- "Valentine" (2008)
- "Lady's Bridge EP" (2008)